# Gould-Arassari
Der Gould-Arassari (Selenidera gouldii) ist eine Vogelart aus der Familie der Tukane. Er kommt in Südamerika vor. Die IUCN stuft ihn als  (=least concern - nicht gefährdet) ein. Der Name ehrt den Ornithologen John Gould.
Es werden keine Unterarten unterschieden.

## Erscheinungsbild
Der Gould-Arassari erreicht eine Körperlänge von 32 bis 34 Zentimetern. Die Männchen der Nominatform haben eine Flügellänge von 12,0 bis 13,5 Zentimetern. Die Schwanzlänge beträgt 10,0 bis 12,1 Zentimeter und der Schnabel ist zwischen 5,5 und 6,7 Zentimeter lang. Weibchen haben vom Schnabel abgesehen ähnliche Körpermaße. Die Schnabellänge beträgt bei ihnen 4,9 bis 6,0 Zentimeter.
Der Gould-Arassari ähnelt sehr dem nahe verwandten Fleckenarassari. Die Männchen der Nominatform haben einen schwarzen Kopf, schwarzen Nacken sowie eine schwarze Brust. Im Nacken verläuft ein gelbes Band. Die Ohrdeckfedern sind gelborange und werden zum Nacken hin gelb. Die Körperoberseite ist dunkel olivgrün, der Bauch ist gelblichgrün. Die Flanken sind orangegelb, die Schenkel dagegen rotbraun. Die Unterschwanzdecke ist rot. Die Schwanzfedern sind dunkelgrün, die sechs mittleren Schwanzfedern enden in einer braunen Spitze. 
Der Schnabel ist im Verhältnis zur Körpergröße lang, was eine eindeutige Zuordnung zur Familie der Tukane erlaubt. Der Oberschnabel ist schwarz und hat einen weißlich-hornfarbenen Rand an der Schnabelwurzel. Die Schnabelspitze ist dagegen gelb. Der Unterschnabel ist gelblich weiß, die Spitze ist gleichfalls gelblich, ein schwarzer vertikaler Streifen setzt die gelbe Schnabelspitze von dem ansonsten helleren Schnabel ab. Die Iris ist blaugrün, die unbefiederten Füße sind grauschwarz. 
Der Sexualdimorphismus ist beim Gould-Arassari sehr ausgeprägt. Die Weibchen sind vom Kinn bis zum Bauch hell rotbraun, die beim Männchen schwarzen Partien auf der Körperoberseite sind beim Weibchen kastanienbraun.

## Verbreitungsgebiet, Lebensraum und Lebensweise

Verbreitungsgebiet des Gould-Arassaris (grün)

Das Verbreitungsgebiet des Gould-Arassaris erstreckt sich auf Wälder des Tieflands östlich des Rio Madeira und südlich des Amazonas. Er kommt dort bis an den Nordrand der Cerrado vor. Er ist ein reiner Waldbewohner, dessen bevorzugter Lebensraum immergrüne tropische Wälder sind. Er kommt dort überwiegend in den mittleren und oberen Baumkronenregionen vor. Gewöhnlich wird er paarweise, gelegentlich auch einzeln oder in kleinen Trupps von bis zu vier Individuen beobachtet. Die Nahrung besteht überwiegend aus Früchten.
Über die Fortpflanzungsbiologie des Gould-Arassaris ist nahezu nichts bekannt. Die Fortpflanzungszeit fällt vermutlich in die Monate Mai bis September.

## Belege

### Einzelbelege
1. ↑   Lantermann, S. 150
2. ↑   Short et al., S. 351
3. ↑   Short et al., S. 350
4. ↑  Lantermann, S. 151
5. ↑   Short et al., S. 351